# Solenophora tuerckheimiana
Solenophora tuerckheimiana là một loài thực vật có hoa trong họ Tai voi. Loài này được Donn. Sm. miêu tả khoa học đầu tiên năm 1908.